# Pteropus cognatus
La volpe volante di Makira (Pteropus cognatus Andersen, 1908) è un pipistrello appartenente alla famiglia degli Pteropodidi, endemico delle Isole Salomone.

## Descrizione

### Dimensioni
Pipistrello di medie dimensioni, con la lunghezza della testa e del corpo fino a 180 mm, la lunghezza dell'avambraccio di circa 121 mm e un peso fino a 305 g.

### Aspetto
La pelliccia è corta. il colore generale del corpo è marrone scuro con le spalle bruno-rossastre. Il muso è relativamente corto ed affusolato, gli occhi sono grandi. Le orecchie sono relativamente corte e con l'estremità arrotondata. La tibia è densamente ricoperta di peli. Le membrane alari sono attaccate lungo i fianchi del corpo. È privo di coda, mentre l'uropatagio è ridotto ad una sottile membrana lungo la parte interna degli arti inferiori. Il cranio presenta un rostro accorciato.

## Biologia

### Comportamento
Si rifugia sugli alberi solitariamente od in piccoli gruppi.

### Alimentazione
Si nutre di frutta.

## Distribuzione e habitat
L'areale di questa specie è ristretto a due delle Isole Salomone: Makira e Uki Ni Masi.
Vive nelle foreste fino a 350 metri di altitudine.

## Tassonomia
In accordo alla suddivisione del genere Pteropus effettuata da Andersen, P. cognatus è stato inserito nello  P. rayneri species Group, insieme a P. rayneri stesso, P. chrysoproctus e P. rennelli. Tale appartenenza si basa sulle caratteristiche di avere un rostro del cranio accorciato, sulla presenza di un ripiano basale nei premolari e sul differente colore della regione anale rispetto al dorso.
Altre specie simpatriche dello stesso genere: P. tonganus.

## Conservazione
La IUCN Red List, considerata la ristrettezza e frammentazione del suo areale, la progressiva perdita del suo habitat, classifica P. cognatus come specie in pericolo di estinzione (Endangered).